# Kibernetika
A kibernetika egy komplex tudományos irányzat, amely a szabályozás, vezérlés, információfeldolgozás, -továbbítás általános törvényeit kutatja. A kibernetika szót (a kübernétész görög szóból, jelentése: kormányos) 1946-ban Norbert Wiener alkotta.

## Történelmi visszapillantás
Kibernetika vagy szabályozás és hírközlés élőlényekben és gépekben című művében az információfeldolgozást és a szabályozást tartja az új tudományterület alapjának; ezzel és számos más munkájával erős lökést adott e tudománynak. Már régebben is történtek lépések e téren.

Richard Wagner fiziológus szerves rendszerek szabályozóköreit vizsgálta, és 1925-ben matematikai nyelven leírt egy szabályozási folyamatot, amely nem műszaki természetű: a vázizomzatnak a változó környezeti erőkhöz való alkalmazkodását. A homeosztázis fogalma, amelyet Walter Bradford Cannon alakított ki 1932-ben, azt fejezi ki, hogy szerves szabályozási rendszerek gondoskodnak arról, hogy egyes fiziológiai mennyiségek megengedett határok között maradjanak, illetve optimális értéket vegyenek fel. H. Schmidt 1940-ben rámutatott arra, hogy a technikában és az élőlényekben fellépő szabályozási folyamatoknak vannak közös vonásai. Eközben különböző műszaki területeken építettek fel szabályozóköröket; az elsők közül való James Watt centrifugális szabályozója. 1913-ban valósítja meg Alexander Meissner a róla elnevezett visszacsatolási kapcsolásban a szabályozásban fontos visszacsatolás elvét híradástechnikai célokra, miután James Clerk Maxwell már 1868-ban közzétette elméleti munkáit a visszacsatolás feed-back (angolul: visszacsatolás) mechanizmusáról.
Wiener a légelhárítás kérdéseivel foglalkozva került szembe szabályozáselméleti problémákkal. Feltételezte, hogy például egy ember célirányos mozgása, amikor egy tárgyat meg akar fogni, szabályozási folyamatnak tekinthető.
A híradástechnika rámutatott a különböző tudományterületek további közös vonásaira, különösen akkor, amikor nagy elektronikus számítóautomatákat kezdtek készíteni.

## A kibernetikai kutatások tárgya
A kibernetika dinamikus rendszereket vizsgál, olyan rendszereket, amelyek a külvilággal való kölcsönhatás során változnak. E rendszerek szerepének, struktúrájának és viselkedésének törvényszerűségeit kutatja. Fontos működési elv a szabályozás, amely kompenzálja a külvilágnak a rendszerre gyakorolt zavaró hatásait, illetve elősegíti a rendszer alkalmazkodását a változó külső feltételekhez. Ennek az az előfeltétele, hogy a rendszer észlelje a külvilág hatásait, vagyis információt tudjon felvenni és feldolgozni.

### A kibernetika területei
- Elméleti kibernetika: Ide sorolják a rendszerelméletet, a játékelméletet, az információelméletet és az automaták elméletét.
- Alkalmazott kibernetika: Kibernetikai módszerekkel és fogalmakkal szövi át az egyes tudományokat, például létezik műszaki kibernetika, biokibernetika vagy közgazdasági kibernetika is.
- Műszaki kibernetika: Ide tartozónak számítják például kibernetikai gépek, köztük az elektronikus számítógépek konstrukcióját, valamint a szabályozóköröket és azok sokfajta alkalmazását az iparban, például a folyamatszabályozásnál és folyamatvezérlésnél.
- Biokibernetika: Biológiai tárgyakat kibernetikus rendszereknek fognak fel, és biológiai tényállásokat szabályozási folyamatokként értelmeznek. Társadalmi, illetve szociális téren az emberek, illetve embercsoportok a közöttük fennálló bonyolult kapcsolatok következtében dinamikus rendszereket alkotnak.
- Gazdasági kibernetika: Mind nagy méretekben, például egy ország egész gazdaságában, mind szűkebb területen, például egy üzem vezetésében sokféle problémát old meg az információátvitelben, valamint a szabályozásban, módszereket szolgáltat a gazdasági rendszerek tudományos tervezéséhez és vezetéséhez.

### A kibernetikai kutatás módszerei
Kibernetikai kutatásokban absztrahálnak, azaz eltekintenek a különböző szakterületeken található dinamikus rendszerek mindenkori megvalósulásától és általánosítanak; például a szabályozáselmélet szempontjából nem fontos, hogy egy szabályozókör részei szervek, műszaki tárgyak vagy embercsoportok. Az elméleti kibernetika felhasználja a vektor- és mátrixszámítást, a topológiát, a halmazelméletet, az algebrát, a matematikai logikát, a matematikai statisztikát, a valószínűségszámítást, a differenciálegyenletek elméletét és más matematikai diszciplínákat.
A kibernetika fontos segédeszköze a modell, egy mesterségesen felállított rendszer, amely előírt kérdésfeltevésben valamely reális rendszer fontos tulajdonságait vagy funkcióit tükrözi. Amennyiben a modell tulajdonságai hasonlóak a valóságos tárgy tulajdonságaihoz, ezzel új felismerésekhez jutnak a kutatás tárgyát képező rendszerről. Absztrakt módon egy rendszert, amelyről modellt akarunk készíteni, feketedoboznak (angolul: black box) tekintünk, ami azt jelenti, hogy a szerkezetét nem ismerjük. Hogy ezt megismerjük, véletlen vagy meghatározott jeleket, bemenőjeleket közlünk a dobozzal, és a hatást a kimenőjeleken figyeljük vagy mérjük meg. E jelek vizsgálatából matematikai módszerek segítségével meghatározható a kapcsolatukat leíró átmeneti függvény.

## Az információelmélet néhány fogalma
Az információelmélet az elektromos hírtovábbítás kutatása során jött létre 1948 körül. Alapítói: Claude Elwood Shannon, Norbert Wiener és Andrej Nyikolajevics Kolmogorov. Az információelmélet az információk átvitelének és feldolgozásának törvényszerűségeivel foglalkozik, és az információtartalom fogalmának bevezetésével az információátvitel technikája számára kvantitatív mértéket alkotott. Az információt az adótól a vevőállomáshoz jelekkel visszük át; a jelek fizikai jelenségek, például hang- vagy fényhullámok, vagy elektromos impulzusok. Az átvitel előfeltétele az, hogy az adónak és a vevőnek azonos legyen a jelkészlete az átviendő hír számára, például az M = {A, B, C, D} halmaz, vagy ugyanazon nyelvnek az ábécéje. A vevőállomás számára a hír nem más, mint lehetséges események sora közül egyetlen esemény bekövetkezése; vagyis megszűnik a bizonytalanság. Az ilyen hiányos sürgöny: "holnap érkezem a vonattal…órakor Károly" csak részben csökkenti a bizonytalanságot; információtartalma azoknak a vonatoknak a számától függ, amelyek a küldő irányából naponta a címzett lakóhelyére érkeznek.
Az információtartalom mértékének meghatározása céljából képzeljük el, hogy a lehetséges híreket kódfává rendezik. A kettős elágazások n számát nevezik az információ mértékének, és ennek egysége a bit (jelbit) (binary digit, ang., kettős jel).

## A szabályozáselmélet néhány fogalma
Egy szabályozókör részei úgy működnek együtt, hogy a fellépő zavaró tényezőket kiküszöbölik, és a szabályozott rendszert működőképes állapotban tartják. Egy gőzturbina fordulatszámát például centrifugális szabályozó segítségével lehet szabályozni. A fordulatszám egy szelepen át a turbinába áramló gőz mennyiségétől függ, és ha a növekvő terhelés miatt a fordulatszám csökken, a beáramló gőzmennyiség növelésével az eredeti értéket ismét el lehet érni. A szelep zárószerkezetén levő készüléken be lehet állítani a turbina fordulatszámának a kívánt értékét normális terhelés mellett. A terhelés ingadozása külső zavar formájában hat a rendszerre.
Sematikusan ábrázolni lehet egy szabályozókör részeinek együttműködését. A szabályozott szakasz egy létesítményében a szabályozandó mennyiséget kell a szabályozási folyamat során előírt értéken tartani. A szabályozandó mennyiség pillanatnyi vagy tényleges értékét érzékelő méri, és közli a szabályozóval, amely összehasonlítja a tényleges értéket és az előírt értéket, és eltérés esetén, ha különbség van az előírt érték és a tényleges érték között, átviszi a hibajelet a beállítótagra. Ez módosítja az ún. beállítóáramot, amely úgy változtatja a szabályozandó mennyiséget, hogy az eltérés kisebb lesz. A turbina szabályozókörében a gőzturbina a szabályozott szakasz, a fordulatszám a szabályozandó mennyiség, a centrifugális szabályozó az érzékelő és az emelő a szabályozó; a szelep függőleges irányú mozgása a beállítómennyiség, a szelep a beállító, a gőzbeáramlás a beállítóáram, és a terhelés ingadozásai a zavaroknak felelnek meg.
A szabályozás zárt hatássorozat, amelynek legfontosabb eleme a visszacsatolás a szabályozott szakasz és a szabályozó között. A szabályozókör működésére fontos, hogy a visszacsatolás negatív, azaz a hibajel egy kompenzációs folyamatot indít meg, és nem növeli tovább az eltérést. A szabályozáselmélet általában elméleti alapokat nyújt, hogyan kell adott célú szabályozókört (műszaki, gazdasági, társadalmi feladat megoldására) számítani, tervezni és elemezni.

## Tanulóautomaták, Mesterséges Intelligencia
Az alkalmazott mesterséges intelligencia, korábbi nevén tanulógépek  területe a kibernetika egyik központi munkaterülete.
Automatának nevezzük azt a műszaki berendezést, amely viselkedését és aktivitását az ember beavatkozása nélkül, önállóan változtatni tudja. Egy program-vezérelt számítógép például a betáplált utasításoknak megfelelően egy közbülső eredménytől függően önállóan választja meg a következő számítási lépést.
Tanuláson az egy cél elérése érdekében tanúsított magatartás pillanatnyi megváltozását értik, amely régebbi tapasztalatokon nyugszik.
Egy viszonylag egyszerű kísérlet az egér a labirintusban, amelyet Claude Elwood Shannon 1951-ben publikált. A kísérlethez felhasznált eszköz egy kerekeken mozgó acéltest, amelyet a labirintus padlója alatt levő mágnes mozgatni tud. A tanulási fázisban az egér adott irányban mozog mindaddig, míg akadályba nem ütközik; ekkor kissé visszalép, és kitér az akadály elől, mondjuk úgy, hogy mindig balra fordul. A tanulási fázis sikereit, illetve kudarcait feljegyzik. A tanulási fázis végén a labirintus szerkezete az egér memóriájában van (kiismerte a labirintust), és ezzel az egér elérte a tudásfázist. Ebben a fázisban anélkül szalad át a labirintuson, hogy akár csak egy akadályba is beleütközne. Különböző fajtájú tanulóautomatákat terveztek, gyakorlati megvalósításuk alkotóelemeiktől, a műszaki és anyagi ráfordítástól függ. A tanulóautomaták jelentősége nő, ide tartozik ilyen rendszerek kifejlesztése, amelyek jeleket tudnak felismerni. 
A tanulóautomaták mentesítik az embert a szellemi rutinmunkától, mint ahogyan a számítógépek megtakarítják a numerikus számolást.
További közeledést jelent az automata szerkezete és az élőlények között az önszervező rendszer, amelyben sok átmeneti függvény kialakítja a külvilág belső modelljét.
A külvilággal való információcsere útján tapasztalatot gyűjt, és egy külső hatásra csak akkor következik be a reakció, ha előbb a belső modellen végigjátssza a cél elérésének optimális útját (robotok).
Jelenleg azonban még az ember adja meg előre azt a célt, amelynek érdekében a modell viselkedését változtatja; hasonló ez ahhoz, ahogyan a mérnök beállítja a műszaki szabályozókörben az előírt értéket.